# 慰礼山
慰礼山（いれいさん、ウィレサン、朝鮮語: 위례산 / 慰禮山）は忠清南道天安市にある523mの高さの山である。倹銀山（コムンサン、검은산）とも呼ばれる。
白頭大幹から分かれた錦北正脈の聖居山から西側に走っていく山並みが魯泰山（141m）であり、稜線に沿って北側に登っていく山並みが京畿道安城の瑞雲山（538m）である。南側に継続して降って行くと太祖山（421m）に続く。

## 位置
忠清南道天安市西北区笠長面・東南区北面に跨がっている山で、聖居山（521m）と太祖山（421m）、黒城山（519m）を繋ぐと同時に、檀国大学校天安キャンパスを始めとして祥明大学校と湖西大学校、白石大学校などがあって、巨大な大学村を抱きかかえている形勢である。
聖居山から流れ出てくる水流が集まって檀国大学校天安キャンパス前で天湖池（一名、雁棲湖）を成す。満水の時、33ha（約10万坪）に相当する広い湖でありながら、過去には貯水池としてだけ活用されていたが、現在は天安市民の憩いの公園として活用されている。雁棲湖の水面管理者は韓国農漁村公社支社であって、水深4mばかりであり、水質管理は天安市が受け持っている。
慰礼山頂上部には天安聖居山慰礼城がある。忠清南道天安市北面にある海抜480mの山の頂上に土と石を交えて築いた城で、現在、城の周囲約800m、城壁高さ約4m程度が残っている。部分的に石で積んだ城と土で作った城が共にあったものと見られる。慰礼山城は1984年5月17日、忠清南道記念物第148号に指定された。

## 歴史
頂上部に位置した慰礼山城は、忠南稷山地域にあるという百済の首都慰礼城だという話が伝えられる。『三国史記』と『三国遺事』で、百済の首都慰礼城が忠清道稷山地域に位置しているという記録が伝えられていて、以後、久しい間、慰礼城が位置した所だと知られてきた。高麗史地理志、三国遺事、世宗実録地理志、新増東国輿地勝覧、東史綱目、星湖僿説、燃藜室記述など朝鮮中期まで多くの本は慰礼城の位置を忠清道稷山と見ていたのである。
しかし、丁若鏞の考証で稷山慰礼説が反駁された以後、歴史学界では、慰礼山の慰礼山城が百済の首都慰礼城でないと見ている。近隣の聖居山に位置した聖居山城と関連させて百済が作った城と見ることもあるが、壬辰倭乱の時、民衆を保護するために積み重ねたという伝説も伝えられているためである。

## 論争
いまでも一部学者は、慰礼山城と向き合って、安城の瑞雲山城が南向きに築造されているので、このような形勢によって瑞雲山城は高句麗の長寿王の南側端の基地で、慰礼城は百済の文周王の北側端の防御線だったという見解を掲げているように、慰礼山城と龍の泉が伝説として残って、ここの地域に伝えられている。
慰礼山城と龍の泉が伝説として伝えられる慰礼山城は周囲が550m、高さは約3mの土を積んだ城として三国史記や三国遺事に稷山慰礼城だと呼ばれる所である。慰礼山城の下に滑りながら下りて行くと、慰礼山の井戸の龍の泉が隠れている。ここに絹糸一巻きをほどいて落とせば、その糸が西海岸に達したという伝説が伝えられる所である。しばらくの間、伝説の内容を大雑把に見るとこのようである。
昔、百済が熊津（コムナル、現在の公州市）に首都を定めている頃、ある王が、南侵してくる高句麗の軍士を防ぐために、ここ慰礼山まで来て軍士たちの士気を高めてやり、戦争を督励した。この王は竜王の息子で、人に変身してあらゆる才能を操り尽くす人物であった。そのようであるため、王がここに来る時は、竜に変じて公州から慰礼山の竜の泉まで地の中の水の流れを伝い一息に来た。
高句麗軍は領土を拡張しようと、隙さえあれば百済を攻撃した。しかし、毎度毎度敗れるだけだった。百済軍が勝利を重ねたことは二言するまでもなく、王がここまで来て種々様々な妙技を操って戦争を指揮した訳である。百済王はこのように、日ごと明け方には竜に変じてコムナル（熊津）からここ竜の泉にやって来て戦争を指揮し、夜にはコムナルに去って昼にできない政事を差配した。
この後より百済は日に日に強い国となり、毎日、王は明け方に慰礼山に軍士を指揮しにやって来るので、王室では、日ごと昼にはどこかへ行ってから、夜にだけ現われる王を異常に思った。特に不満が多かった王の義兄は王妃に王が行った所を尋ねた。兄の下心を知らない王妃は、王は人ならぬ竜であると言った。しかし、そうでなくても王を気にくわなく思っていた義兄は王を殺すのに悪巧みを整えた。
竜が好むツバメを捕らえて釣り餌として設けて、王が竜になってから人にまた変じる川辺に行った。日が沈み闇が下りてき始めようとするやいなや、王が竜になって公州に帰ってくる時間に合わせて、王の義兄はエサを川の水に投じておき、水気を待った。ある日、終日、山城で戦争を指揮した王は疲労と空腹を覚え、それに食いついた。
王の義兄は力の限り釣り竿を引っ張って竜を釣り、竜は現在の公州市牛城面銅大里の村に行って落ちて死んだ。王が死んだ次の日、百済軍は慰礼山の戦闘で敗れてしまい、百済軍は膝を屈し、大声痛哭をした。このように、戦争で負けて泣いたと言って、この山を「ウルレ山（泣き山）」それが変じて「ウィレ山」となったという話である。
慰礼城はその後、一部学者たちによって否定されたが、最近、各種文献（三国遺事の百済初期都邑慰礼城の位置記録と新増東国輿地勝覧、朝鮮実録参考）など関連記録から百済の初めの都邑地に比定した忠南天安市稷山慰礼山城で初めて確認された門址が発見されて、天安市と郷土史学者たちの関心が新たに高まっている。